# Karl Jatho
Karl Jatho, (Hanôver, 3 de fevereiro de 1873 – Hanôver, 8 de dezembro de 1933) foi um servidor público na cidade de Hanover, além de inventor e pioneiro da aviação alemão, que efetuou experimentos bem sucedidos na aviação.

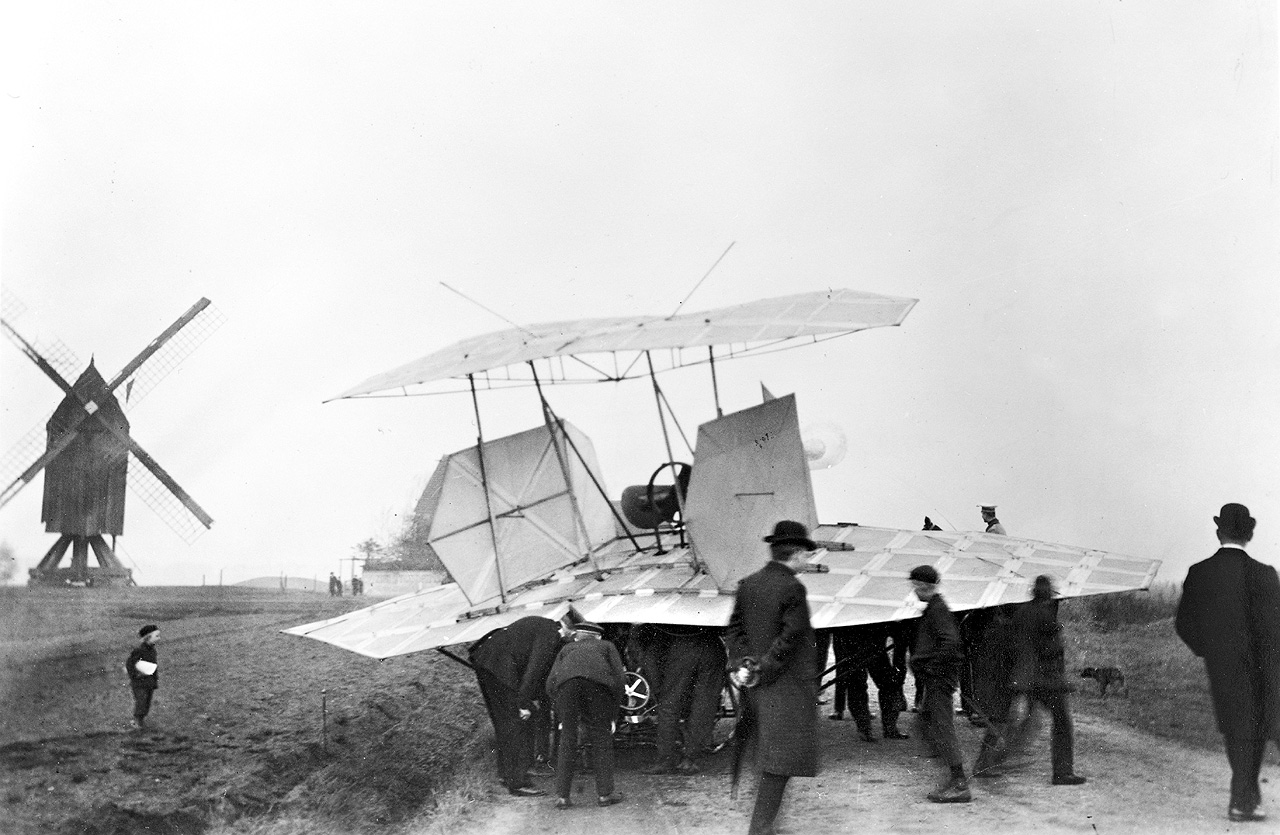
O biplano de Karl Jatho, em 1907

Entre Agosto e Novembro de 1903, Jatho efetuou voos curtos porém progressivos num triplano em configuração de impulsão e mais tarde num biplano em Vahrenwalder Heide nos arredores de Hanôver.
O seu primeiro voo percorreu apenas 18 metros a cerca de 1 metro de altura sem nenhum tipo de controle. Eventualmente Jatho desistiu, registrando: "apesar de muitos esforços, não consigo fazer voos maiores ou mais altos. O motor é fraco."
Posteriormente, em Novembro de 1903, com uma máquina maior, Jatho conseguiu voos bem sucedidos de 60 metros de distância e 3 a 4 metros de altura, um mês antes que os Irmãos Wright.